# Kreda (okres)

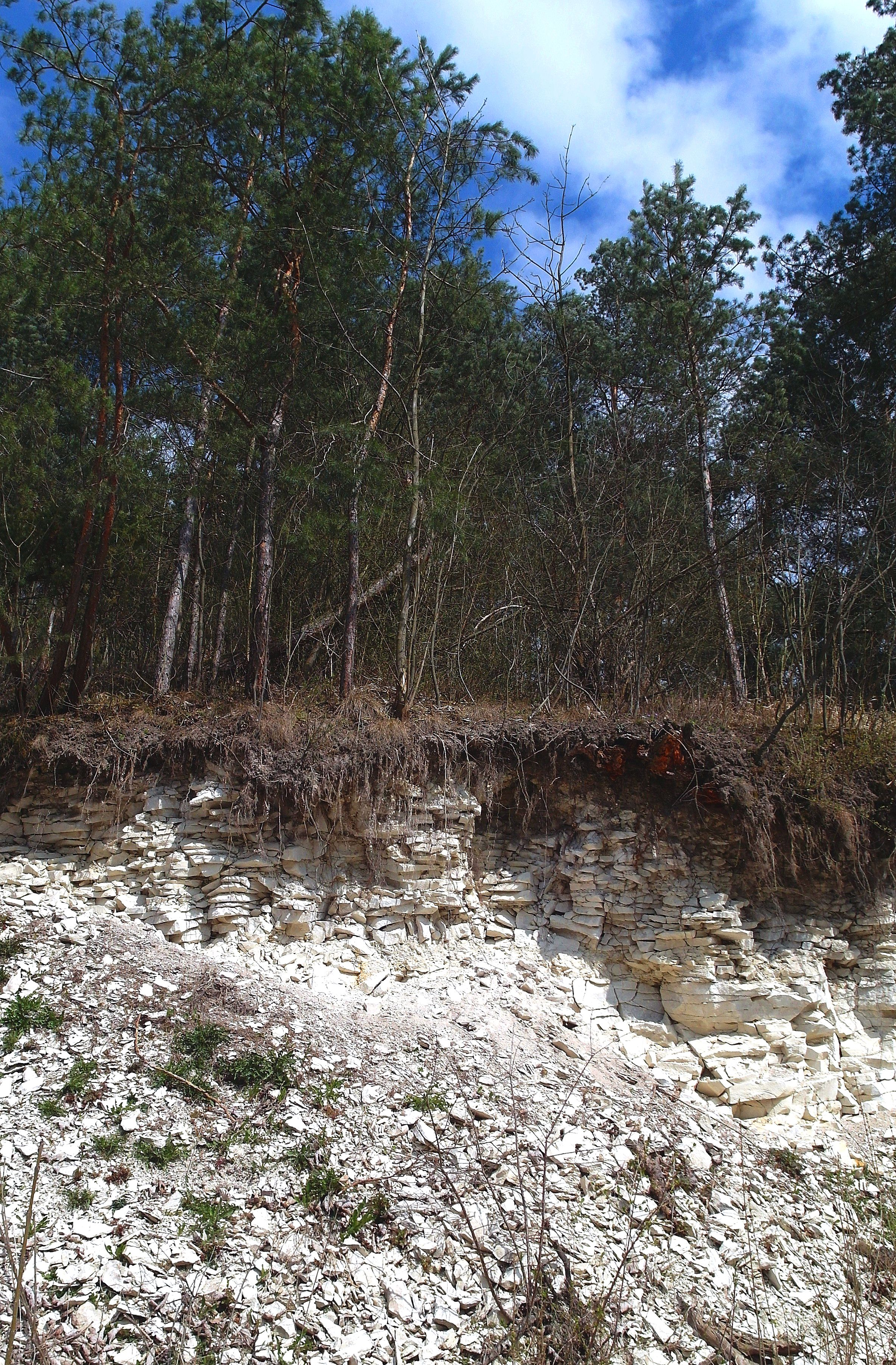
Rędzina wytworzona na skałach kredowych Mastrychtu, Kozubowski Park Krajobrazowy

Kreda – ostatni okres ery mezozoicznej, trwający około 80 milionów lat (od ~145,0 do 66,0 mln lat temu). Kreda dzieli się na dwie epoki: wczesną kredę i późną kredę. W sensie chronostratygraficznym jest systemem dzielącym się na dwa oddziały: kredę dolną i kredę górną.
Nazwa pochodzi od kredy piszącej – skały powszechnie występującej w utworach tego okresu.

## Etymologia i historia
Kreda jako odrębny okres została po raz pierwszy wyznaczona przez belgijskiego geologa Jeana d'Omalius d'Halloy w 1822 roku jako Terrain Crétacé, na podstawie warstw w Basenie Paryskim i nazwana tak ze względu na rozległe pokłady kredy (węglanu wapnia osadzonego ze względu na obecność skorup morskich bezkręgowców, głównie kokolitów), występujące w górnej kredzie Europy Zachodniej. Nazwa kredy pochodzi od łacińskiego creta, oznaczającego kreda. Alcide d’Orbigny w 1840 roku podzielił francuską kredę na pięć étages (jednostek stratygraficznych): neokomian, aptian, albian, turonian i senonian, dodając później urgonian między neokomianem a aptianem oraz cenomanian między albianem a turonianem.

## Stratygrafia
Podstawowymi skamieniałościami przewodnimi są amonity, a w kredzie górnej także małże inoceramy, belemnity i otwornice. Okres/system kredowy dzieli się na epoki/piętra:
| Górna/Późna kreda   |                                        |
| mastrycht           | (72,1 ± 0,2 – 66,0 mln lat temu)       |
| kampan              | (83,6 ± 0,2 – 72,1 ± 0,2 mln lat temu) |
| santon              | (86,3 ± 0,5 – 83,6 ± 0,2 mln lat temu) |
| koniak              | (89,8 ± 0,3 – 86,3 ± 0,5 mln lat temu) |
| turon               | (93,9 – 89,8 ± 0,3 mln lat temu)       |
| cenoman             | (100,5 – 93,9 mln lat temu)            |
|                     |                                        |
| Dolna/Wczesna kreda |                                        |
| alb                 | (~113,0 – 100,5 mln lat temu)          |
| apt                 | (~125,0 – ~113,0 mln lat temu)         |
| barrem              | (~129,4 – ~125,0 mln lat temu)         |
| hoteryw             | (~132,9 – ~129,4 mln lat temu)         |
| walanżyn            | (~139,8 – ~132,9 mln lat temu)         |
| berrias             | (~145,0 – ~139,8 mln lat temu)         |

## Ogólne
W kredzie panował bardzo ciepły i dość wilgotny klimat. Nawet na biegunie średnia roczna temperatura wynosiła około 4 °C, zimą raczej nie spadając poniżej zera. Pod koniec wczesnej kredy zaczęła się największa w dziejach Ziemi transgresja, przez co w późnej kredzie poziom oceanów był wyższy od współczesnego o ponad 200 metrów. Znaczna część lądów uległa zalaniu, powstały liczne płytkie morza epikontynentalne. Istniały już dobrze rozwinięte oceany Atlantyk i Indyjski, choć były jeszcze znacznie węższe niż obecnie. Pod koniec kredy zaczęły się intensywne ruchy górotwórcze orogenezy alpejskiej, doprowadzając do sfałdowania i częściowego wypiętrzania osadów wcześniejszych mórz. Powstały wtedy m.in. płaszczowiny Tatr.

## Flora
Wśród morskiej flory kokolity, jednokomórkowe glony występowały masowo (zwłaszcza w późnej kredzie). Ich szczątki są istotnym składnikiem wielu odmian wapieni, w tym kredy piszącej, służąc do datowania.
We wczesnej kredzie pojawiły się pierwsze rośliny okrytonasienne, które w późnej kredzie stały się podstawowym składnikiem flory lądowej. Przez cały okres powszechne były rośliny iglaste, zwłaszcza araukarie i zastrzaliny. Inne rośliny nagonasienne, liściaste miłorzębowe, sagowce i wymarłe w późnej kredzie benetyty, były we wczesnej kredzie pospolite nim podupadły. We wczesnej kredzie wyginęły ostatnie paprocie nasienne. Rośliny zarodnikowe występowały prawie wyłącznie jako formy zielne, zwłaszcza pospolite były paprocie. Ostatnie drzewiaste paprocie zanikły.

## Fauna
W kredzie doszło do bardzo bujnego rozwoju pierwotniaków, zwłaszcza istotne skałotwórczo i stratygraficznie są otwornice, w tym pierwsze gatunki planktoniczne. Na przełomie jury i kredy bardzo rozpowszechnione były inne jednokomórkowe pierwotniaki – kalpionelle budujące niektóre wapienie i używane w datowaniu skał. Wśród bezkręgowców żyjących na dnie szczególnie liczne były małże, w tym bardzo ważny stratygraficznie rodzaj Inoceramus. Niektóre małże o nietypowych kształtach rogu, tzw. rudysty tworzyły struktury rafopodobne. Pospolite były także ramienionogi, gąbki i ślimaki. W toni wodnej mórz dominowały amonity. Dość licznie pojawiły się wtedy amonity o nietypowych kształtach – heteromorfy (np. rodzaj Scaphites), czasami też formy gigantyczne (do 2,5 m). Drugą podstawową grupą nektonicznych bezkręgowców były belemnity.
W kredzie nastąpił szybki rozwój współcześnie dominującej grupy ryb – Teleostei, ale jednocześnie co najmniej równie pospolite były rekiny. Natomiast ryby kostnochrzęstne i przejściowce podupadły.
We wczesnej kredzie w Australii rozwinęły się wielkie, dochodzące do 5 m długości i 0,5 tony płazy tarczogłowe. Jednak pod koniec tej epoki wyginęli ostatni światowi przedstawiciele tej grupy. Kreda jest, wraz z jurą, nazywana wiekiem gadów. W morzach przez cały okres żyły plezjozaury, we wczesnej kredzie dość częste były ichtiozaury, które jednak wyginęły na początku późnej kredy, pod koniec cenomanu. W kredzie późnej morza zdominowała nowo powstała grupa morskich jaszczurek – mozazaurów, z których największe gatunki przekraczały 20 metrów długości. Pospolite były także morskie krokodyle sięgające 17 metrów długości i wielkie żółwie. Występowały także mniejsze krokodyle i żółwie słodkowodne.
Doszło do rozkwitu gadów latających, zwłaszcza pterodaktyli, z których największe osobniki szacuje się na 12 metrów rozpiętości skrzydeł. Natomiast ramforynchy były rzadsze.
Na lądzie dominowały dinozaury. Szczególny rozkwit przechodziły dinozaury ptasiomiedniczne, w tym nowo powstałe dinozaury rogate (np. Triceratops) i dinozaury kaczodziobe, tworzące największe wśród dinozaurów stada (do 10 tysięcy osobników) i kolonie lęgowe. W kredzie doszło też do maksymalizacji drapieżnych teropodów, m.in. północnoamerykańskiego Tyrannosaurus i gobijskiego Tarbosaurus. Istniały też wielkie zauropody, ale były rzadsze niż w jurze.
W kredzie powoli ewoluowały ssaki, w tym pierwsze torbacze i łożyskowce, niemniej jednak była to grupa marginalna.

## Wymieranie kredowe
Kreda skończyła się jednym z pięciu największych masowych wymierań w historii.
Wymarły m.in. amonity, belemnity, mozazaury, plezjozaury, pterozaury, wszystkie dinozaury oprócz ptaków.